# سيرغي تشيرنيشوف
سيرغي تشيرنيشوف هو لاعب كرة قدم روسي في مركز الهجوم، ولد في 27 يوليو 1984 في ييليتس في روسيا. لعب مع نادي دينامو سانت بطرسبرغ ‏.